# Edgar Daniel Roß
Edgar Daniel Roß, bzw. Ross (* 11. Februar 1807 in London, Vereinigtes Königreich von Großbritannien und Irland; † 23. März 1885 in Hamburg) war ein deutscher Kaufmann und Politiker.

## Leben und Beruf
Edgar Daniel Roß entstammt einer britisch-deutschen Familie. Der Großvater, der Arzt Colin Ross (1736–1793) siedelte aus Schottland nach Hamburg und wurde dort durch seine Arbeit ein angesehener Bürger. Dagegen zog der Vater von Edgar Roß, der Kaufmann Daniel Roß (1776–1840), wieder zurück auf die britische Insel nach London. Dieser baute dort ein kaufmännisches Geschäft auf, gab es aber wegen seines Umzugs nach Deutschland später wieder auf. Er ließ sich mit seiner Familie in Blankenese am „Krähenberg“ nieder und baute in Hamburg mit Verwandten seiner Frau (einer geborenen Vidal) die Firma und Kontor „Roß, Vidal und Co“ auf. Edgar Daniel Roß stieg in dieses Geschäft 1823 ein. Die Firma war Mitbegründer der Norddeutschen Bank und Edgar Daniel Roß saß dort in den Jahren 1873 bis 1881 im Aufsichtsrat. Zudem war „Roß, Vidal und Co“ bekannt für den Überseehandel mit Australien und sein Engagement innerhalb Hamburgs. Ein Jahr nach dem Tod von Edgar Daniel Roß musste das Geschäft 1886 in Liquidation gehen.
Roß war zudem 1872 Mitbegründer der Deutschen Transatlantischen Dampfschiffahrtsgesellschaft (Adler-Linie) und saß dort als Vorsitzender dem Verwaltungsrat vor. Die Gesellschaft unterlag im Wettbewerb schnell der Hamburg-Amerikanischen Packetfahrt-Actien-Gesellschaft und musste bereits 1875 aufgelöst werden.
Roß hatte 1836 als Gründer des ersten britischen Ruderclubs in Hamburg entscheidenden Einfluss auf die Gründung des ersten deutschen Ruderclubs (Der Hamburger Ruder Club) und die Verbreitung des Rudersports auch über Hamburg hinaus. 1840 wurde sein Sohn Daniel Roß geboren.
1909 erhielt ihm zu Ehren die Edgar-Roß-Straße im Hamburger Stadtteil Eppendorf ihren Namen.

## Politik
Das erste politische Engagement zeigte Edgar Daniel Roß 1840. Er war Mitglied des Komitees, das sich für eine Eisenbahnverbindung zwischen Hamburg und Berlin einsetzte. Zwei Jahre später war er einer der Unterzeichner des am 8. Juni veröffentlichten »Supplik hamburgischer Bürger und Einwohner an den Hochedlen und Hochweisen Senat«. Diese Bittschrift auf Initiative der Patriotischen Gesellschaft betraf Reformen in der Verfassung und Verwaltung des Landes Hamburg.
Vom 31. März bis zum 3. April 1848 nahm Roß am Vorparlament zur Vorbereitung der Frankfurter Nationalversammlung teil. Gemeinsam mit Johann Gustav Heckscher und Ernst Merck vertrat er dann Hamburg in der Nationalversammlung. Sie setzten sich gegen die Kandidaten des Deutschen Klubs, den Juristen Hermann Baumeister, den Architekten Franz Georg Stammann und den Juristen Gabriel Riesser durch.
In der Nationalversammlung war er zusammen mit Heckscher Mitglied des Marineausschusses, der sich um Küstenbefestigungen und den Aufbau einer Reichsflotte kümmern sollte. Er übernahm als Stellvertretender Vorsitzender schnell die Leitung dieses Gremiums, weil der Vorsitzende Karl Ludwig von Bruck nach Wien abreiste. Roß war bald enttäuscht von den seiner Meinung nach allzu theoretischen Verhandlungen und Erwägungen und glaubte nicht an ihren Erfolg. Er legte bereits im September 1848 sein Mandat nieder. Zu seinem Nachfolger wurde Gustav Godeffroy gewählt.
Ende Juni 1849 nahm er am Gothaer Nachparlament teil, einer Versammlung von ehemaligen liberalen Abgeordneten der Nationalversammlung. Er sprach sich, anders als die Mehrheit, weiterhin für die Paulskirchenverfassung aus. Er erwartete auch von dem Dreikönigsbündnis keine Wunder und sah in deren Ideen nur ein Ablenkungsmanöver gegenüber den Bürgern.
Edgar Daniel Roß nahm nach seiner Zeit in der Nationalversammlung an den Verhandlungen zu einer Hamburger Konstituante teil. Er wurde auch selber in diese Verfassunggebende Versammlung gewählt. Einer seiner Schwerpunkte war dort der Kampf für den Freihandel. Er wurde auch Vorsitzender des „Vereins für Handelsfreiheit“ in Hamburg. In diesem Verein waren seine Mitstreiter unter anderem August Sanders, Johann Refardt und Gustav Godeffroy. In dem Dachverband, der sich in Berlin bildete, war Roß auch im Vorstand vertreten. Ziele des Vereins in Hamburg waren unter anderem die Abschaffung des Zolls und der Torsperre.
1853 war Roß Mitglied der neu gegründeten „Rat und Bürgerdeputation“. Dieser beratende Ausschuss hatte die Aufgabe, Vorschläge auszuarbeiten wie man die Fahrrinne der Elbe und die Hafenanlagen in Cuxhaven verbessern könnte.
1859 entstand unter anderem auf Drängen von Roß eine Initiative, die eine längst versprochene Verfassung und der damit verbundenen Bürgerschaft vorsah. Zusammen konnte er mit Johann Carl Knauth genügend Kaufleute und Juristen hinter dieser Forderung versammeln, sodass der Rat zustimmen musste. Im selben Jahr zog er in die neu geschaffene Hamburgische Bürgerschaft ein. Er war in den Kirchspielen St. Nikolai und St. Jacobi gewählt. Er nahm dann das Mandat für St. Jacobi wahr. Ab 1862 wurde er über die allgemeinen Wahlen in das Parlament gewählt. Auch dort war einer seiner Schwerpunkte die Freihandelspolitik und die Ziele waren fast identisch zu denen des „Vereins für Handelsfreiheit“. Er war bis 1874 durchgehend in der Bürgerschaft vertreten.
Neben seinem Mandat in Hamburg war Roß zwischen 1867 und 1870 auch Mitglied des Reichstages des Norddeutschen Bundes für den Reichstagswahlkreis Freie und Hansestadt Hamburg 1. Neben den beiden für Hamburg gesandten Emil von Melle und Gustav Reinhold Richter war auch Roß in allgemeinen, geheimen und direkten Wahlen in das neugeschaffene Parlament gewählt worden. Zudem war er Mitglied im Deutschen Zollparlament und 1871 kurzzeitig im Reichstag des Deutschen Reichs für den Reichstagswahlkreis Freie und Hansestadt Hamburg 3. Im selben Jahr legte er von sich aus das Mandat nieder, Gustav Adolf Schön wurde sein Nachfolger. Auch in diesen überregionalen Parlamenten waren der Handel und die Schifffahrt Schwerpunkte seiner politischen Arbeit.
Neben seiner politischen Arbeit im Parlament war er in mehreren Deputationen und Ehrenämtern in Hamburg engagiert, so war er Mitglied der Handelskammer Hamburg und fungierte 1862 als deren Präses.